# La Chapelle-Hareng
La Chapelle-Hareng is een gemeente in het Franse departement Eure (regio Normandië) en telt 83 inwoners (2009). De plaats maakt deel uit van het arrondissement Bernay.

## Geografie
De oppervlakte van La Chapelle-Hareng bedraagt 4,1 km², de bevolkingsdichtheid is dus 20,2 inwoners per km².
De onderstaande kaart toont de ligging van La Chapelle-Hareng met de belangrijkste infrastructuur en aangrenzende gemeenten.

## Demografie
Onderstaande figuur toont het verloop van het inwonertal (bron: INSEE-tellingen).